# 降水量
降水量（amount of precipitation）是某一时段内，降落至地面的固态或液态降水，未经蒸发、渗透等流失而在水平面累积（固态降水需经融化）的深度，用于衡量某地区某时段内降水的多少，单位通常为毫米（mm）。根据不同的降水形式，可具体称作降雨量（又称雨量）或降雪量。注意降雪量不同于积雪深度，积雪深度测量的是雪花的累积厚度，在大部分雪未融化时数值上远大于降雪量。月降水量、年降水量等常被用来描述某地气候，是除气温之外的重要气候指标，并用等降水量线来划分各个干湿区域。
单位时间内的降水量称降水强度或降水率，其中降雨强度又称雨强，常以mm/h（毫米/时）或mm/d（毫米/日）为单位。

## 降水量等级

### 中华人民共和国标准
中国大陆最新降水量等级标准为2012年实施的国家标准GB/T 28592-2012 （页面存档备份，存于）《降水量等级》。

#### 降雨量等级划分
| 等级     | 降雨量     | 降雨量      |
| 等级     | 12h降雨量  | 24h降雨量   |
| -------- | ---------- | ----------- |
| 小雨     | 0.1~4.9    | 0.1~9.9     |
| 中雨     | 5.0~14.9   | 10.0~24.9   |
| 大雨     | 15.0~29.9  | 25.0~49.9   |
| 暴雨     | 30.0~69.9  | 50.0~99.9   |
| 大暴雨   | 70.0~139.9 | 100.0~249.9 |
| 特大暴雨 | ≥140.0     | ≥250.0      |

过去的标准曾将24h/≥200mm定为特大暴雨的阈值。

#### 降雪量等级划分
| 等级     | 降雪量    | 降雪量    |
| 等级     | 12h降雪量 | 24h降雪量 |
| -------- | --------- | --------- |
| 小雪     | 0.1~0.9   | 0.1~2.4   |
| 中雪     | 1.0~2.9   | 2.5~4.9   |
| 大雪     | 3.0~5.9   | 5.0~9.9   |
| 暴雪     | 6.0~9.9   | 10.0~19.9 |
| 大暴雪   | 10.0~14.9 | 20.0~29.9 |
| 特大暴雪 | ≥15.0     | ≥30.0     |

#### 其他标准与术语
未列在《降水量等级》国家标准中的降水量等级还有：
| 等级 | 1h降水量 |
| ---- | -------- |
| 小雨 | 0.1~2.5  |
| 中雨 | 2.6~8    |
| 大雨 | 8.1~15.9 |
| 暴雨 | ≥16.0    |

##### 短時強降水
在天气预报业务中，短时强降水（flash heavy rain）一般指1h雨量20mm以上或3h雨量50mm以上的降水事件（一般以1小时20mm为标准）。“短时强降水”通常不视作雨量等级，而是视作一种强对流天气事件，参见强对流天气#短时强降水。

### 中华民国标准
| 名稱     | 雨量                            |
| -------- | ------------------------------- |
| 大雨     | 80mm/24h 以上 或 40mm/h 以上    |
| 豪雨     | 200mm/24h 以上 或 100mm/3h 以上 |
| 大豪雨   | 350mm/24h 以上 或 200mm/3h 以上 |
| 超大豪雨 | 500mm/24h 以上                  |